# Амди Гирайбай
Амди́ Гирайба́й  (крымскотат. Amdi Giraybay, Амди Гирайбай, настоящее имя Абдулафа́т Ляти́фов крымскотат. Abdulafat Lâtifov, Абдулафат Лятифов; 14 февраля 1901, Ени-Кале, Крым — 13 сентября 1930, Москва, Бутырская тюрьма) — крымскотатарский поэт, историк.

## Биография
Амди Гирайбай (настоящее имя Абдулафат Лятифов) родился в деревне Ени-Кале в семье мусульманского богослова. Окончил начальную школу в Карасубазаре, учился в средней школе-рушдие в Симферополе. В 1921 поступил на рабфак Крымского Государственного университета, но вскоре покинул его по материальным причинам. Работал в Наркомнаце. В 1918—1923 годах написал свои лучшие поэтические произведения. Публиковался в симферопольских крымскотатарских журналах «Янъы Чолпан» и «Илери». В 1923 году при содействии видного деятеля первого правительства Крымской АССР Вели Ибраимова направлен на учёбу в Турцию. Учился на философском факультете Стамбульского университета, подготовил диссертацию «История Крыма», в которой развивал идеи пантюркизма. В 1926 году вернулся в Крым. Работал в областном совете Общества нового алфавита. Был преподавателем «тюрко-татарского языка» в Симферопольской девятилетней образцово-показательной крымскотатарской школе № 13.
В 1928 году арестован по делу крымскотатарской национальной партии Милли-Фирка. Обвинён в национализме и шпионаже. 17 декабря 1928 года Судебной коллегией ОГПУ приговорён к Высшей мере наказания. Расстрелян 13 сентября 1930 года в Бутырской тюрьме. Реабилитирован в 1991 году.

## Сочинения
- 1917 «Эляк олды йигитлер» (Погибли юноши)
- 1918 «Йигитке» (Юноше)
- 1921 «Яш татарларгъа» (Молодым татарам)
- 1921 «Талакъ» (Развод)
- 1927 «Иджрет» (Эмиграция)